# Georges Benayoun
Pour les articles homonymes, voir Benayoun.
Georges Benayoun est un producteur français de cinéma et de télévision, né le 4 août 1955. Il est également auteur et réalisateur de documentaires pour France Télévisions. 

## Biographie
Georges Benayoun est un producteur français de longs métrages et séries. Fondateur avec son associé Paul Rosenberg (parfois orthographié Rozenberg sur certains génériques de films), d'IMA Films et d'IMA Production qu'il préside jusqu'en 2001, il a produit environ 40 longs métrages. Il est l'auteur et le réalisateur de quatre documentaires.

## Filmographie en tant que producteur (sélection)

### Cinéma
- 1992 : Luna Park de Pavel Lounguine
- 1994 : Les Roseaux sauvages d'André Téchiné
- 1994 : L'Eau froide d'Olivier Assayas
- 1994 : Mina Tannenbaum de Martine Dugowson
- 1995 : En avoir (ou pas) de Laetitia Masson
- 1996 : Un samedi sur la Terre de Diane Bertrand
- 1996 : Nénette et Boni de Claire Denis
- 1996 : L'Appartement de Gilles Mimouni
- 1996 : Irma Vep d'Olivier Assayas
- 1998 : Fin août, début septembre d'Olivier Assayas
- 2000 : Les Frères Sœur de Frédéric Jardin
- 2000 : La Parenthèse enchantée de Michel Spinosa
- 2000 : La Fausse Suivante de Benoît Jacquot
- 2001 : Dieu est grand, je suis toute petite de Pascale Bailly
- 2001 : Un ange de Miguel Courtois
- 2001 : Les Fantômes de Louba de Martine Dugowson

### Télévision
- 1993-1994 : Tous les garçons et les filles de leur âge (9 épisodes)

### DOCUMENTAIRES/ Auteur et réalisateur
- 2014-2015 : Docs interdits (documentaires)
  - L'assassinat d'Ilan Halimi (France Télévisions) 2014)  (sous le nom de Ben Izaak)
  - France, terre d'accueil : Profs en territoires perdus de la République ? (France Télévisions 2015) (
  - Complotisme: les alibis de la terreur (France Télévisions 2018), avec Rudy Reichstadt
  - Chronique d'un antisémitisme nouveau (France Télévisions 2019)

## Distinctions

### Récompenses
- César 1995 : César du meilleur film pour Les Roseaux sauvages (en tant que producteur)